# Бетт, Николас
Николас Киплагат Бетт (англ. Nicholas Kiplagat Bett, 27 января 1990, Кисии или Уазин-Гишу — 8 августа 2018, Элдорет) — кенийский легкоатлет, бегун на дистанции 400 метров с барьерами. Чемпион мира 2015 года.
В финале чемпионата мира 2015 года в Пекине побил национальный рекорд 22-летней давности, пробежав за 47,79. Предыдущий рекорд был установлен Эриком Кетером в 1993 году.
28-летний легкоатлет Николас Бетт разбился на машине. Трагедия произошла 8 августа, через день после того, как бегун вернулся в родную Кению после очередных соревнований.
Смерть перспективного спортсмена подтвердила полиция и его близкие. Как пишет Mirror, машина Бетта упала в канаву, перед этим ему стало плохо.